# María Teresa Marú Mejía
María Teresa Marú Mejía (29 de octubre de 1958-3 de agosto de 2021) fue una política mexicana, miembro del Partido del Trabajo. Fue diputada federal para el periodo de 2018 a 2021.

## Reseña biográfica
María Teresa Marú Mejía fue pasante de licenciatura en Contaduría, tiene además estudios de Administración de empresas y Derecho, así como una especialidad en Capacitación Laboral y un seminario de Formación de Instructores, habilidades docentes a desarrollar en el aula.
Durante su trayectoria profesional, desde 1976 hasta 2018, ocupó numerosos puestos administrativos y directos en diversas empresas privadas, los cuales la llevaron a ocupar de 2010 a 2011 el puesto de vicepresidenta de la Confederación Patronal de la República Mexicana (COPARMEX) en Toluca, estado de México y de 2010 a 2016 la vicepresidencia del Consejo de Cámaras y Asociaciones Empresariales del Estado de México (CONCAEM). Además, de 2010 a 2018 fue presidenta de Mujeres Empresarias de Atlacomulco y Región Norte del Estado de México A.C.
En 2018, fue postulada por la coalición Juntos Haremos Historia y electa diputada federal por el distrito 3 del estado México a la LXIV Legislatura, donde integró el grupo parlamentario del PT. En la misma fue secretaria de la comisión de Economía, Comercio y Competitividad; e integrante de las comisiones de Economía Social y Fomento del Cooperativismo; y de Vigilancia de la Auditoría Superior de la Federación.

### Muerte
Falleció el 3 de agosto de 2021 a consecuencia de complicaciones por COVID-19.